# Олдензил, Хенни
Хендрик Рулоф (Хенни) Олдензил (нидерл. Hendrik Roelof "Hennie" Oldenziel; родился 28 марта 1943 года, Амстердам) — нидерландский футболист, игравший на позициях защитника и полузащитника, выступал за команды «Аякс», «Блау-Вит» и РКХ.

## Футбольная карьера
Олдензил воспитанник амстердамского «Аякса», в юношеской команде играл вместе с Шаком Свартом, а в 1963 году попал с основной состав команды. За «Аякс» он дебютировал 7 апреля 1963 года в матче Эредивизи против «Волендама», завершившимся домашним поражением «красно-белых» со счётом 1:3; единственный мяч в составе проигравших забил Хенк Грот. Эта игра стала для Олдензила единственной в сезоне 1962/63.
В июле 1963 года сыграл за амстердамцев два матча в Кубке Интертото. 20 июля «Аякс» сыграл вничью (2:2) с немецким клубом «Тасмания Берлин», а 27 июля амстердамцы крупно уступили австрийскому «Швехату» (5:2). В сезоне 1963/64 Хенни провёл всего две игры в Эредивизи.
В апреле 1964 года получил вызов во вторую военную сборную Нидерландов, а уже в августе перешёл в клуб «Блау-Вит» из Амстердама, выступавший в Эрстедивизи. Со временем Олдензил стал капитаном команды.

## Личная жизнь
Отец — Рулоф Бернард Олдензил, был родом из Гронингена, мать — Антонетта Хендрина (Нетта) Схат, родилась в Амстердаме. Родители поженились в сентябре 1931 года в Амстердаме — на момент женитьбы отец был офисным служащим. В их семье было ещё двое сыновей: Ханс Бернард и Ришард Ян. Во время войны отец состоял в НСБ и был солдатом СС, а после окончания войны находился в лагерях Алтена и Вестварт.
Женился в возрасте двадцати лет — его супругой стала Мария Анна Теодора (Марейке) Шмидт. Их брак был зарегистрирован 3 июля 1963 года. В апреле родилась дочь Саския (умерла в 1989 году), а в сентябре 1967 года родилась вторая девочка — Николине Марейке (Николе).